# Megaselia lanata
Megaselia lanata är en tvåvingeart som beskrevs av Robinson 1981. Megaselia lanata ingår i släktet Megaselia och familjen puckelflugor. Inga underarter finns listade i Catalogue of Life.